# Joerie Mes
Joerie Mes (Amsterdam, 16 maart 1979) is een Nederlands voormalig  kickbokser. Hij was een Nederlands- en Europees Muay Thai-kampioen. Zijn bijnaam luidde The Shark.

## Biografie
Mes begon op jonge leeftijd te trainen in het kickboksen. Op vijftienjarige leeftijd begon hij te trainen bij coach Mike Passenier. Mes was de eerste topvechter van Passeniers sportschool Mike's Gym. Hij kwam bekend te staan als een van de beste combinatiespecialisten in het kickboksen.
Gedurende zijn carrière vocht Mes bij organisaties als K-1 en It's Showtime. Hij heeft overwinningen vergaard op onder anderen Ramon Dekkers, Rayen Simson en Perry Ubeda. Vanaf 2007 concurreerde hij in de K-1 World MAX. Hij vocht zijn laatste wedstrijd in 2009 tegen Yoshihiro Sato, die hij na een extra ronde verloor op punten.
Na zijn kickbokscarrière werkte hij een aantal jaren als geschiedenisleraar in Amsterdam. Later werd hij fulltime kickbokstrainer bij Mike's Gym.